# 六國大封相兇殺案
六國大封相兇殺案是香港轟動一時的案件，兇徒朱盛才（約1920年－1952年5月23日），香港人，曾於國民政府軍隊服役，1950年代來港，住於兄長位於灣仔駱克道的家中，疑因受不住家人冷嘲熱諷，因財反目，殺人滅口，造成3死3傷，被判繯首死刑。
他行兇前曾表示要上演《六國大封相》，自此案後演變為形容激烈衝突，沿用至今。

## 背景
1949年中华人民共和国成立，曾當過國軍軍官的朱盛才約30歲，帶著一筆小財，從中國大陸到香港投靠哥哥朱醒材，其時兄長在美國經商，朱盛才與大嫂關月娥居於灣仔駱克道359號4樓（今灣仔鴻圖商業大廈）。
當時的香港，業主常把家中一隅分租以幫補家計，朱盛才所住的地方亦住了三戶：
- 朱醒材是業主，與妻子關月娥育有一子，居於尾房；
- 關月娥胞妹關月美及丈夫黃子驤，育有3名年幼子女，包括4歲兒子黃世榮及3歲女兒黃小綸，居於頭房；
- 關月娥的弟弟關鴻生及妻子陳肖，居於中房；
- 家中另有女傭黃美，住宅內亦有床位分租予給寡婦吳三姑及黃綺文，黃綺文為黃子驤之妹。

朱盛才初來港時，身上財富本足夠經營小生意，但他長期不事生產，不消一年已花光，常向大嫂要錢，關月娥、關月美及陳肖三名女子，開始對朱盛才冷嘲熱諷。
朱盛才和吳三姑關係曖昧，亦引起大嫂不滿，不再財政上支持他；不久，吳三姑搬走。朱盛才與吳三姑其實並無曖昧，反而他與黃綺文感情要好，黃其後搬往九龍石硤尾居住；朱為了避開家人冷嘲，不久亦搬往黃家同居。
在一次吵架中，盛怒的朱盛才表示遲早要上演一台《六國大封相》要他們好看，但仍被三名女子奚落；家中工人亦站在同一陣線，對他加以嘲諷。朱盛才悄悄買下一把開山刀及電油，放在家中。

## 兇案
1951年11月5日，朱盛才返回灣仔駱克道單位收拾物件，三名女人罵他「生人霸死地」，雙方爭執。他衝入廚房，抽出斬柴刀衝回屋內，將門鎖上。
朱盛才對關月娥表示：「你們不是渴望看我的《六國大封相》嗎？我早已準備好，這把刀也給你們買下個多月了，今天我就要大開殺戒！」說罷先向大嫂揮刀狂斬。關月美上前制止，頭部及雙手被砍中，負傷奔出單位求救。朱盛才衝進頭房，一刀破開關月美年僅3歲女兒的頭，腦漿四濺，七孔流血。陳肖正欲逃走阻止，但被大卸幾段；欲奔下樓求救的老工人黃美走避不及，身受重傷。
朱盛才在自己床下拿出一罐預備好的電油，倒滿一屋，縱火焚燒。他準備逃走時，4歲男童黃世榮嚇得呆站，朱盛才把他抓起，從4樓扔下樓。
當時街上有大批逃避火災及圍觀的街坊，黃童跌在人群中，頭破血流，左足折斷，身受重傷。有目擊者以為那是朱盛才為逃避火災的權宜之計，故當他逃走時，未有人攔阻。
消防員未幾抵達現場灌救，最終發現陳肖、關月娥及黃小綸的遺體，關月美、黃世榮及黃美則送院。其餘住客因為外出工作或上學，避過一劫。

## 緝捕
此倫常謀殺案轟動香港，當時香港報章報道，朱盛才因借錢不遂而下毒手，警方大加搜捕，以防他逃離香港。
1951年11月8日清晨6時50分，即事發後3天，朱盛才身穿白花短袖夏威夷恤、間條西褲、白飯魚鞋，膚色黝黑，到中環荷活道中央警署報案室自首。警員將他押往報案室，偵緝人員向他進行警誡。由於案發地點乃毗鄰的灣仔，當時管治灣仔的香港島東區警署，旋即派人「接犯」。
警員向朱盛才搜身時，他身上有一個1角硬幣、一封信和三條手帕。信件抬頭為「探長和記者先生」，內容反駁報章報道不實，聲稱為了將殺人動機和真相公諸於世，才不禁與敵同歸於盡。

## 審訊
據朱盛才的供詞，他當時想跳樓同歸於盡，但見街上站滿途人，於是趁亂逃走。逃亡時，他跑到女友黃綺文及友人的地方暫避，但案件極為轟動，沒人願意收留，只好向警方自首。
法庭首先審訊他謀殺女子陳肖的控罪。當時法庭為減省司法資源，會就每項控罪逐一審訊謀殺犯，因為只要一項謀殺罪成立，即會被判繯首死刑。
辯方指朱盛才受過度刺激，在神志失常下殺人，但控方反駁，精神報告指被告沒有精神問題，而且犯案前有部署，犯案時刻意鎖門，反映有預謀犯案，行兇時亦神志清醒。最後，陪審團一致裁定被告傷人和謀殺罪名成立，於1952年5月判處繯首死刑。
他在寫給警方的自白書中，剖白自己受家中女人冷嘲熱諷，原本只想放火燒屋，但大嫂大力反抗，才令事件一發不可收拾，自首無非是想「抵命」以作補償。他指最痛恨關月美，因她趕走女友黃綺文。

## 媒體改編
1975年麗的電視劇集《十大奇案:血火》曾把該案件改編過，由劉志榮飾演朱盛才。
1988年上半年在香港播放的電視劇《誓不低頭》的開首，亦借用了本案的部份環節。劇中的角色陸國榮(曾江飾)亦因為舅母(李香琴飾)的冷嘲熱諷而上演「六國大封相」，並擺謝文武(鄭少秋飾)一道。